# ۱۱۶۴ (میلادی)
۱۱۶۴ (میلادی) هزار و صد و شصت و چهارمین سال تقویم میلادی است.

## درگذشتگان
‎